# 飛行高度紀錄

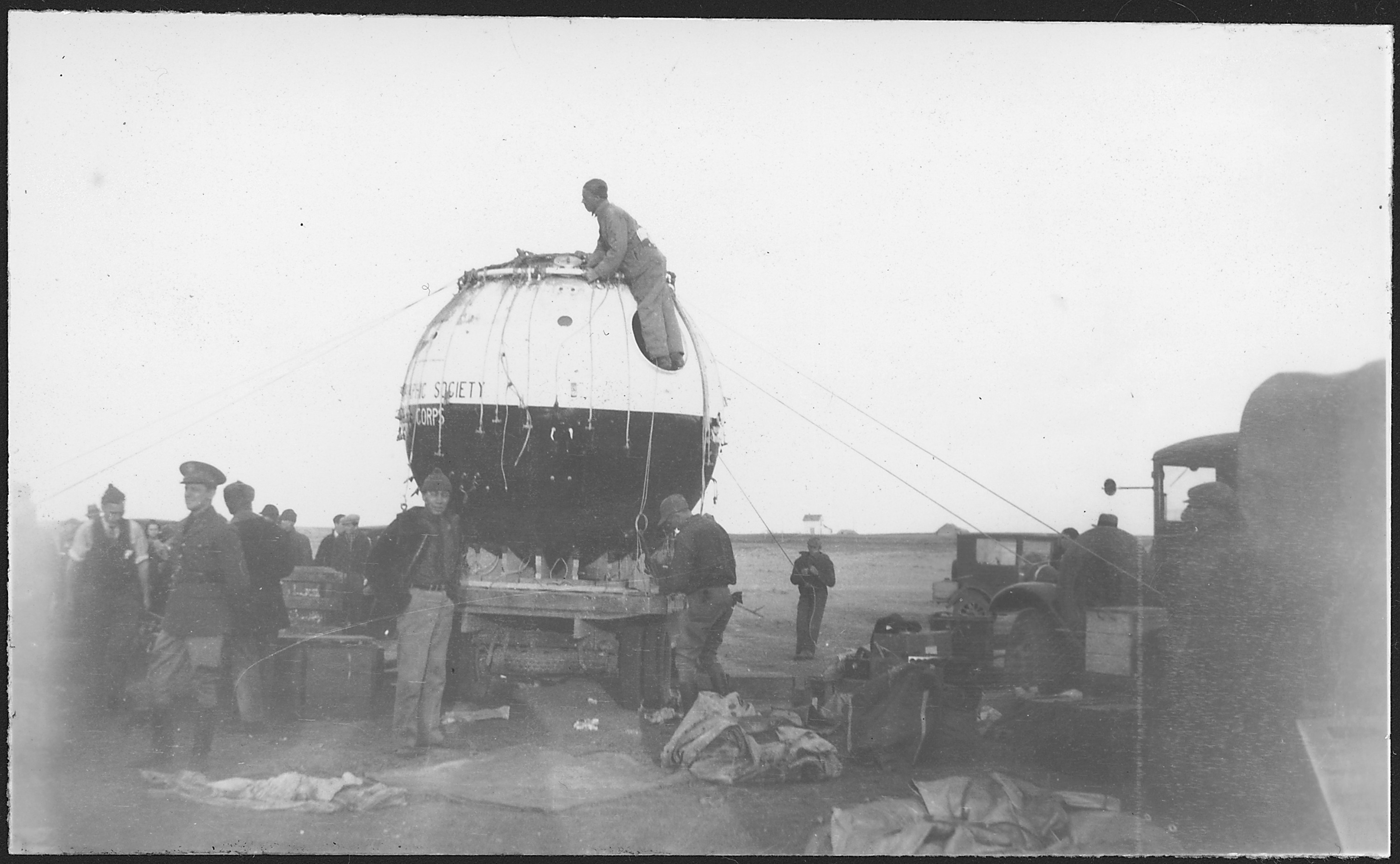
探險者二號吊艙，1935年

飛行高度記錄列表記錄了自氣球時代以來，在大氣層內外進行的最高航空飛行所創下的記錄。
部分（但非全部）記錄獲得了非營利國際航空組織國際航空聯合會（FAI）的認證。缺乏「官方」認證的原因之一是飛行發生在國際航空聯合會成立之前。
為了清楚起見，「固定翼飛機」表格按照國際航空聯合會指定的類別排序，根據創記錄的飛機是否靠自身動力離地（「高度」類別），或是否首先由母機載至高空後才創下記錄（「高度增益」類別，正式名稱為「由載機發射的飛機高度增益」）來區分。其他子類別描述了機身，更重要的是動力裝置類型（因為火箭動力飛機比使用空氣呼吸發動機的飛機具有更大的高度能力）。
創建「官方」高度記錄的基本要求是在創記錄飛行期間必須有國際航空聯合會認證的觀察員在場。因此，由於缺乏此類觀察員，幾項記錄被標註為非官方記錄。

## 氣球

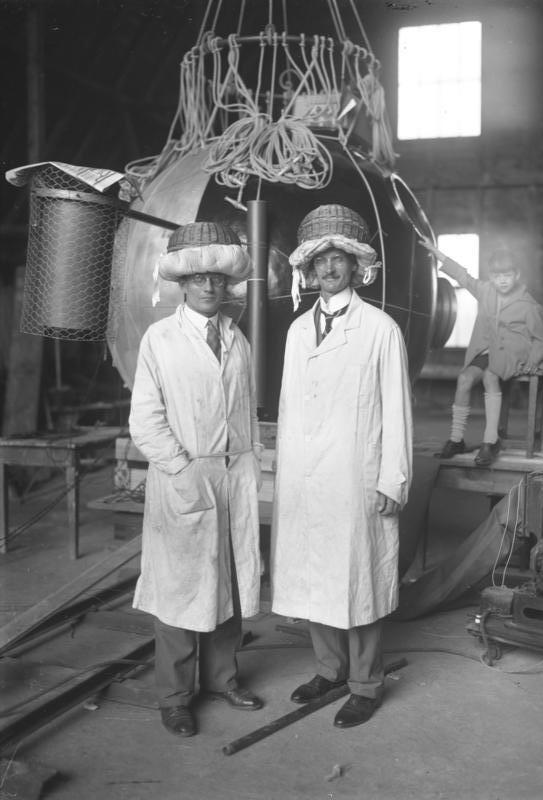
1931年，奧古斯特·皮卡德和保羅·基普弗（圖中）達到了15,781米的記錄高度。1932年，奧古斯特·皮卡德和馬克斯·科辛斯進行了第二次破記錄的上升，達到16,201米。奧古斯特·皮卡德最終總共進行了二十七次氣球飛行，創下了23,000米的最終記錄。

| 日期           | 高度                  | 人員                                                | 飛行器                     | 備註 |
| -------------- | --------------------- | --------------------------------------------------- | -------------------------- | --- |
| 1783年8月15日  | 24米（79英尺）        | 讓-弗朗索瓦·皮拉特·德·羅齊耶                        | 熱氣球                     | 首次熱氣球上升（法國） |
| 1783年10月19日 | 81米（266英尺）       | 讓-弗朗索瓦·皮拉特·德·羅齊耶                        | 熱氣球                     | 在巴黎 |
| 1783年10月19日 | 105米（344英尺）      | 讓-弗朗索瓦·皮拉特·德·羅齊耶與安德烈·吉魯·德·維萊特 | 熱氣球                     | 在巴黎 |
| 1783年11月21日 | 1,000米（3,300英尺）  | 讓-弗朗索瓦·皮拉特·德·羅齊耶與阿爾朗德侯爵          | 熱氣球                     | 在巴黎 |
| 1783年12月1日  | 2.7（8,900英尺）      | 雅克·亞歷山大·查爾斯和瑪麗-諾埃爾·羅伯特            | 氫氣球                     | 首次氫氣球飛行，查爾斯獨自上升至記錄高度 |
| 1784年6月23日  | 4（13,000英尺）       | 皮拉特·德·羅齊耶和約瑟夫·普魯斯特                   | 蒙哥爾菲埃氣球             | |
| 1803年7月18日  | 7.28（23,900英尺）    | 艾蒂安-加斯帕德·羅伯特和奧古斯特·洛埃斯特           | 氣球                       | |
| 1839年         | 7.9（26,000英尺）     | 查爾斯·格林和斯賓塞·拉什                            | 自由氣球                   | |
| 1862年9月5日   | 約29,500英尺（9,000） | 亨利·考克斯韋爾和詹姆斯·格萊舍                      | 煤氣氣球                   | 格萊舍因低氣壓和低溫失去意識 |
| 1901年7月31日  | 10.8（35,000英尺）    | 亞瑟·貝森和萊因哈德·蘇林                            | 氫氣球「普魯士號」         | 有助於發現平流層 |
| 1927年11月4日  | 13.222（43,380英尺）  | 上尉霍桑·C·格雷                                     | 氦氣球                     | 美國陸軍航空兵，氧氣耗盡後墜毀身亡 |
| 1931年5月27日  | 15.781（51,770英尺）  | 奧古斯特·皮卡德和保羅·基普弗                        | 氫氣球                     | |
| 1932年         | 16.201（53,150英尺）  | 奧古斯特·皮卡德和馬克斯·科辛斯                      | 氫氣球                     | |
| 1933年9月30日  | 18.501（60,700英尺）  | 蘇聯機組                                            | 「蘇聯-1號」氣球           | |
| 1933年11月20日 | 18.592（61,000英尺）  | 中校托馬斯·G·W·塞特爾和少校切斯特·L·福德尼          | 「世紀進步」氣球           | 美國海軍和海軍陸戰隊 |
| 1934年1月30日  | 21.946（72,000英尺）  | 蘇聯機組                                            | 「奧索阿維亞希姆-1號」氣球 | 三名機組人員在下降時遇難 |
| 1935年11月10日 | 22.066（72,400英尺）  | 上尉O·A·安德森和上尉A·W·史蒂文斯                    | 探險者二號                 | 美國陸軍航空兵，飛行8小時13分鐘 |
| 1956年11月8日  | 23.165（76,000英尺）  | 馬爾科姆·D·羅斯和M·L·劉易斯                         | 平流層實驗室一號           | 美國海軍，使用加壓吊艙 |
| 1957年6月2日   | 29.4997（96,784英尺） | 上尉約瑟夫·W·基廷格                                 | 高空人計劃1號              | 美國空軍 |
| 1957年8月19日  | 31.212（102,400英尺） | 少校大衛·西蒙斯                                     | 高空人2號                  | 美國空軍，32小時飛行 |
| 1960年8月16日  | 31.333（102,800英尺） | 約瑟夫·基廷格                                       | 卓越三號                   | 美國空軍，創下跳傘和速度記錄，包括高空跳躍；自由落體潛水記錄，在打開降落傘前下降26 km（16 mi）；以及人類在無動力輔助下達到的最快速度，988 km/h（614 mph）。 |
| 1961年5月4日   | 34.668（113,740英尺） | 指揮官馬爾科姆·D·羅斯和中校維克多·A·普拉瑟          | 平流層實驗室五號           | 美國海軍，普拉瑟降落時溺死，FAI記錄至今有效 |
| 1966年2月2日   | 37.6（123,000英尺）   | 尼古拉斯·皮安塔尼達                                 | 「平流層跳躍計劃」二號     | 美國業餘跳傘員，未獲FAI認證 |
| 2012年10月14日 | 38.969（127,850英尺） | 菲利克斯·保加拿                                     | 「紅牛平流層」氣球         | 創記錄的降落傘跳躍 |
| 2014年10月24日 | 41.424（135,910英尺） | 艾倫·尤斯塔斯                                       | StratEx任務氦氣球          | 谷歌高級副總裁，由帕拉貢太空開發公司執行 |

### 熱氣球
| 年份   | 日期     | 高度       | 高度   | 人員                  | 飛行器           | 備註 |
| 年份   | 日期     | 英制       | 公制   | 人員                  | 飛行器           | 備註 |
| ------ | -------- | ---------- | ------ | --------------------- | ---------------- | --- |
| 1783年 | 10月15日 | 84英尺     | 26     | 皮拉特·德·羅齊耶      | 蒙哥爾菲埃       | 繫留氣球 |
| 1988年 | 6月6日   | 64,996英尺 | 19,811 | 佩爾·林德斯特蘭德     | Colt 600         | 在德克薩斯州拉雷多。 |
| 2004年 | 12月13日 | 21,699英尺 | 6,614  | 大衛·亨普爾曼-亞當斯  | Boland Rover A-2 | 國際航空聯合會熱氣球記錄截至2007年 |
| 2005年 | 11月26日 | 68,986英尺 | 21,027 | 維賈伊帕特·辛格哈尼亞 | Cameron Z-1600   | 維賈伊帕特·辛格哈尼亞創下熱氣球飛行世界高度記錄，達到21,027（68,986英尺）。他從印度孟買市中心發射，在南方240 km（150 mi）的潘查萊降落。 |

### 無人駕駛氣體氣球
1893年期間，法國科學家朱爾·理查德建造無人駕駛氣球攜帶輕便但極其精確的儀器，接近15.24（50,000英尺）的高度。
1972年從加利福尼亞州奇科發射的一個溫岑氣球創下了51.8（170,000英尺）的無人駕駛高度記錄。其體積為1,350,000立方（47,800,000立方英尺）。
2013年9月20日，JAXA發射了一個名為BS13-08的超薄膜氣球，由2.8微米厚的聚乙烯薄膜製成，體積為80,000 m3（2,800,000 cu ft），直徑60米（200英尺）。氣球以250每分鐘（820英尺每分鐘）的速度上升，達到53.7 km（176,000英尺）的高度，超越了2002年創下的先前世界記錄。
這是飛行物體在不使用火箭或大砲發射的情況下達到的最高高度。

## 滑翔機
1986年2月17日，滑翔飛機獲得的最高高度記錄由羅伯特·哈里斯在美國加利福尼亞城上空利用背風波創下，達到14.938（49,009英尺）。飛行使用Grob 102標準阿斯蒂爾三型完成。
這個記錄在2006年8月30日被超越，達到15.46（50,720英尺），由史蒂夫·福塞特（飛行員）和埃納爾·埃內沃爾德森（副駕駛）在他們的高性能研究滑翔機Perlan 1（一架改裝的格拉澤-德克斯DG-500）中創下。這個記錄在埃爾卡拉法特（阿根廷巴塔哥尼亞）上空達成，作為Perlan計劃的一部分。
這個記錄在2017年9月3日被提升至15.902（52,172英尺），由吉姆·佩恩（飛行員）和摩根·桑德科克（副駕駛）在Perlan 2中創下，這是一架專門建造的高空研究滑翔機。這個記錄再次在埃爾卡拉法特上空達成，作為Perlan計劃的一部分。
2018年9月2日，在空中巴士Perlan任務二中，再次從埃爾卡拉法特起飛，由吉姆·佩恩和蒂姆·加德納駕駛的Perlan二號達到23.203 km（76,124英尺），超越了1989年4月17日傑里·霍伊特在洛克希德U-2中達到的22.475（73,737英尺）：最高的亞音速飛行。

## 固定翼飛機
| 年份 | 日期     | 高度        | 高度      | 人員                                                   | 飛機                          | 推進方式         | 備註 |
| 年份 | 日期     | 英制        | 公制      | 人員                                                   | 飛機                          | 推進方式         | 備註 |
| ---- | -------- | ----------- | --------- | ------------------------------------------------------ | ----------------------------- | ---------------- | --- |
| 1890 | 10月8日  | 8英寸       | 0.2米     | 克萊門特·阿德爾                                        | 風神號                        | 螺旋槳           | 無控制跳躍 |
| 1903 | 12月17日 | 10英尺      | 3米       | 威爾伯·萊特、奧維爾·萊特                               | 萊特飛行者號                  | 螺旋槳           | 拍攝並非正式見證 |
| 1906 | 10月23日 | 10英尺      | 3米       | 阿爾貝托·桑托斯-杜蒙                                   | 14-bis                        | 螺旋槳           | 首次正式見證和認證的飛行 |
| 1906 | 11月12日 | 13英尺      | 4米       | 阿爾貝托·桑托斯-杜蒙                                   | 14-bis                        | 螺旋槳           | |
| 1908 | 12月18日 | 360英尺     | 110米     | 威爾伯·萊特                                            | 雙翼機                        | 螺旋槳           | 在奧韋爾 |
| 1909 | 7月18日  | 492英尺     | 150米     | 路易·保罕                                              | 法曼                          | 螺旋槳           | 杜埃航空競賽，拉布雷耶爾，杜埃 |
| 1909 |          | 3,018英尺   | 920米     | 路易·保罕                                              | 法曼                          | 螺旋槳           | 里昂 |
| 1910 | 1月9日   | 4,164英尺   | 1,269米   | 路易·保罕                                              | 法曼                          | 螺旋槳           | 洛杉磯航空聚會 |
| 1910 | 6月17日  | 4,603英尺   | 1,403米   | 沃爾特·布魯金斯                                        | 萊特雙翼機                    | 螺旋槳           | [ 19 ] |
| 1910 | 8月11日  | 6,621英尺   | 2,018米   | 約翰·阿姆斯特朗·德雷克塞爾                             | 布萊里奧單翼機                | 螺旋槳           | 拉納克航空聚會 |
| 1910 | 10月30日 | 8,471英尺   | 2,582米   | 拉爾夫·約翰斯頓                                        | 萊特雙翼機                    | 螺旋槳           | 國際航空錦標賽在紐約州埃爾蒙特的貝爾蒙特公園賽馬場舉行                                                                                   |
| 1910 | 12月26日 | 11,474英尺  | 3,497米   | 阿奇博爾德·霍克西                                      | 萊特B型                       | 螺旋槳           | 1910年在洛杉磯多明格斯機場舉行的第二屆國際航空聚會 霍克西五天後在試圖創造新記錄時墜機身亡                                                |
| 1912 | 9月11日  | 18,410英尺  | 5,610米   | 羅蘭·加洛斯                                            | 布萊里奧單翼機                | 螺旋槳           | 聖布里厄（法國） |
| 1915 | 1月5日   | 11,950英尺  | 3,640米   | 約瑟夫·尤金·卡伯里                                     | 柯蒂斯E型                     | 螺旋槳           | [ 25 ] |
| 1916 | 11月9日  | 26,083英尺  | 7,950米   | 圭多·圭迪                                              | 考德倫G.4                     | 螺旋槳           | 都靈米拉菲奧里機場 |
| 1919 | 6月14日  | 31,230英尺  | 9,520米   | 讓·卡薩萊                                              | 紐波特NiD.29                  | 螺旋槳           | [ 27 ] [ 28 ] |
| 1920 | 2月27日  | 33,113英尺  | 10,093米  | 魯道夫·施羅德少校                                      | LUSAC-11                      | 螺旋槳           | [ 29 ] [ 30 ] |
| 1921 | 9月18日  | 34,508英尺  | 10,518米  | 約翰·阿瑟·麥克雷迪中尉                                 | LUSAC-11                      | 螺旋槳           | [ 31 ] |
| 1923 | 9月5日   | 35,240英尺  | 10,740米  | 約瑟夫·薩迪-勒科因特                                   | 紐波特NiD.40R                 | 螺旋槳           | [ 32 ] [ 33 ] |
| 1923 | 10月30日 | 36,565英尺  | 11,145米  | 約瑟夫·薩迪-勒科因特                                   | 紐波特NiD.40R                 | 螺旋槳           | [ 33 ] [ 34 ] |
| 1924 | 10月21日 | 39,587英尺  | 12,066米  | 讓·卡利佐                                              | 古爾杜-勒瑟爾 40 C.1          | 螺旋槳           | 卡利佐後來聲稱創造了幾個更高的記錄，但這些記錄被取消，因為他偽造了氣壓計讀數                                                             |
| 1928 | 12月7日  | 20,269英尺  | 6,178米   | 露易絲·薩登                                            | 旅行航空3000                  | 螺旋槳           | 女性高度記錄 |
| 1930 | 6月4日   | 43,168英尺  | 13,158米  | 阿波羅·索塞克中尉，美國海軍                            | 萊特阿帕奇                    | 螺旋槳           | [ 39 ] |
| 1932 | 9月16日  | 43,976英尺  | 13,404米  | 西里爾·烏溫斯                                          | 維克斯黃蜂                    | 螺旋槳           | [ 40 ] |
| 1933 | 9月28日  | 44,819英尺  | 13,661米  | 古斯塔夫·勒莫因                                        | 波泰茲506                     | 螺旋槳           | [ 41 ] |
| 1934 | 4月11日  | 47,354英尺  | 14,433米  | 雷納托·多納蒂                                          | 卡普羅尼Ca.113 AQ             | 螺旋槳           | [ 42 ] [ 43 ] |
| 1936 | 8月14日  | 48,698英尺  | 14,843米  | 喬治·德特雷                                            | 波泰茲506                     | 螺旋槳           | 無加壓服最高記錄 |
| 1936 | 9月28日  | 49,967英尺  | 15,230米  | 弗朗西斯·羅納德·斯溫中隊長                             | 布里斯托爾138型               | 螺旋槳           | [ 45 ] |
| 1938 | 6月30日  | 53,937英尺  | 16,440米  | M·J·亞當                                               | 布里斯托爾138型               | 螺旋槳           | [ 45 ] |
| 1938 | 10月22日 | 56,850英尺  | 17,330米  | 馬里奧·佩齊中校                                        | 卡普羅尼Ca.161                | 螺旋槳           | 目前有人駕駛螺旋槳驅動雙翼機記錄 |
| 1948 | 3月23日  | 59,430英尺  | 18,114米  | 約翰·坎寧安                                            | 德哈維蘭吸血鬼                | 渦輪噴射發動機   | 改裝的吸血鬼F.1，配備延長翼尖和德哈維蘭幽靈噴射發動機                                                                                    |
| 1949 | 8月8日   | 71,902英尺  | 21,916米  | 弗蘭克·肯德爾·埃弗雷斯特准將                           | 貝爾X-1                       | 空中發射火箭飛機 | 非正式記錄 |
| 1951 | 8月15日  | 79,494英尺  | 24,230米  | 比爾·布里奇曼                                          | 道格拉斯D-558-2天火箭         | 空中發射火箭飛機 | 非正式記錄。由XLR11液體燃料火箭發動機（指定為XLR8-RM-5）提供動力                                                                         |
| 1953 | 5月4日   | 63,668英尺  | 19,406米  | 沃爾特·吉布                                            | 英國電氣堪培拉 B.2            | 渦輪噴射         | 由兩台勞斯萊斯奧林匹斯發動機推進 |
| 1953 | 8月21日  | 83,235英尺  | 25,370米  | 馬里昂·卡爾中校                                        | 道格拉斯D-558-2天火箭         | 空中發射火箭飛機 | 非正式記錄。由XLR11液體燃料火箭發動機（指定為XLR8-RM-5）提供動力                                                                         |
| 1954 | 5月28日  | 90,440英尺  | 27,570米  | 阿瑟·W·默里                                            | 貝爾X-1A                      | 空中發射火箭飛機 | 非正式記錄。由XLR11液體燃料火箭發動機提供動力                                                                                            |
| 1955 | 8月29日  | 65,876英尺  | 20,079米  | 沃爾特·吉布                                            | 英國電氣堪培拉B.2             | 渦輪噴射         | 奧林匹斯動力 |
| 1956 | 9月7日   | 126,283英尺 | 38,491米  | 艾文·金切洛                                            | 貝爾X-2                       | 空中發射火箭飛機 | [ 53 ] |
| 1957 | 8月28日  | 70,310英尺  | 21,430米  | 邁克·蘭德魯普                                          | 英國電氣堪培拉WK163           | 渦輪噴射和火箭   | 配備納皮爾「雙蠍」火箭發動機 |
| 1958 | 4月18日  | 76,939英尺  | 23,451米  | 喬治·C·沃特金斯中校，美國海軍                          | 格魯曼F11F-1F超級虎           | 渦輪噴射         | [ 54 ] |
| 1958 | 5月2日   | 79,452英尺  | 24,217米  | 羅傑·卡彭蒂埃                                          | SNCASO三叉戟 II               | 渦輪噴射和火箭   | |
| 1958 | 5月7日   | 91,243英尺  | 27,811米  | 霍華德·C·約翰遜少校                                    | 洛克希德F-104星式戰鬥機       | 渦輪噴射         | 這架F-104成為首架同時保持世界速度、爬升率和高度記錄的飛機，1958年5月16日，美國空軍上尉沃爾特·W·歐文創造了1,404.19英里/小時的世界速度記錄 |
| 1959 | 9月4日   | 94,658英尺  | 28,852米  | 弗拉基米爾·伊留申                                      | 蘇霍伊Su-9                    | 渦輪噴射         | |
| 1959 | 12月6日  | 98,557英尺  | 30,040米  | 勞倫斯·E·弗林特中校                                    | 麥克唐納道格拉斯F-4幻象II     | 渦輪噴射         | |
| 1959 | 12月14日 | 103,389英尺 | 31,513米  | 「喬」·B·喬丹上尉                                      | 洛克希德F-104星式戰鬥機       | 渦輪噴射         | 通用電氣J79 |
| 1961 | 3月30日  | 169,600英尺 | 51,700米  | 約瑟夫·阿爾伯特·沃克                                   | X-15                          | 空中發射火箭飛機 | 首位到達中間層的人類。尤里·加加林軌道飛行東方1號前的最後一個世界高度記錄                                                                 |
| 1961 | 4月28日  | 113,891英尺 | 34,714米  | 格奧爾基·莫索洛夫                                      | Ye-66A Mig-21                 | 渦輪噴射和火箭   | R-11 |
| 1962 | 7月17日  | 314,700英尺 | 95,900米  | 羅伯特·邁克爾·懷特                                     | X-15                          | 空中發射火箭飛機 | 非C-1 FAI記錄 |
| 1963 | 7月19日  | 347,400英尺 | 105,900米 | 約瑟夫·阿爾伯特·沃克                                   | X-15                          | 空中發射火箭飛機 | 非C-1 FAI記錄 |
| 1963 | 8月22日  | 353,200英尺 | 107,700米 | 約瑟夫·阿爾伯特·沃克                                   | X-15                          | 空中發射火箭飛機 | 非C |
| 1963 | 10月22日 | 118,860英尺 | 36,230米  | 羅伯特·W·史密斯少校                                    | 洛克希德NF-104A               | 渦輪噴射和火箭   | 自主起飛飛機的非正式高度記錄 |
| 1963 | 12月6日  | 120,800英尺 | 36,800米  | 羅伯特·W·史密斯少校                                    | 洛克希德NF-104A               | 渦輪噴射和火箭   | 自主起飛飛機的非正式高度記錄 |
| 1973 | 7月25日  | 118,898英尺 | 36,240米  | 亞歷山大·費多托夫                                      | 米高揚-古列維奇Ye-266 MiG-25  | 渦輪噴射         | 根據國際航空聯合會（FAI）分類為Ye-155型                                                                                                  |
| 1976 | 7月28日  | 85,069英尺  | 25,929米  | 羅伯特·赫爾特上尉                                      | 洛克希德SR-71黑鳥             | 渦輪噴射         | 水平飛行高度絕對記錄 普惠J58；FAI C、H和M級絕對記錄 另一架SR-71在同一天創造了絕對速度記錄                                                |
| 1977 | 8月31日  | 123,520英尺 | 37,650米  | 亞歷山大·費多托夫                                      | 米高揚-古列維奇Ye-266M MiG-25 | 渦輪噴射         | 根據國際航空聯合會（FAI）分類為Ye-155型                                                                                                  |
| 1995 | 8月4日   | 60,897英尺  | 18,561米  | 2名飛行員：埃納爾·埃內沃爾德森和另一名，以及兩名科學家 | 格羅布平流層2C                | 螺旋槳           | 迄今有人駕駛螺旋槳單翼機記錄 |
| 2001 | 8月14日  | 96,863英尺  | 29,524米  | 無人駕駛                                               | NASA太陽神HP01                | 螺旋槳           | 創造了螺旋槳驅動飛機、太陽能電動飛機和有翼飛機水平飛行最高高度記錄                                                                       |
| 2004 | 10月4日  | 367,490英尺 | 112,010米 | 布萊恩·賓尼                                            | 太空船一號                    | 空中發射火箭飛機 | 除了高度記錄外，這次飛行還創造了升至高度的最大質量記錄和可重複使用載具兩次連續飛行之間的最短時間記錄                                     |

### 活塞驅動螺旋槳飛機
活塞驅動螺旋槳無人機（無載荷）達到的最高高度是20.430（67,028英尺）。這是在1988-1989年期間由波音禿鷹無人機達到的。
活塞驅動螺旋槳雙翼機（無載荷）達到的最高高度是17.083（56,050英尺），於1938年10月22日由馬里奧·佩齊在意大利蒙特切利奧駕駛由比亞喬XI R.C.發動機驅動的卡普羅尼Ca.161達到。
活塞驅動螺旋槳單翼機（無載荷）達到的最高高度是18.552（60,870英尺），於1995年8月4日由配備兩台泰利達因大陸TSIO-550發動機的格羅布平流層2C達到。

### 噴射飛機
目前空氣呼吸噴射推進飛機的世界絕對通用航空高度記錄是37.650（123,520英尺），由亞歷山大·瓦西里耶維奇·費多托夫於1977年8月31日駕駛米高揚-古列維奇E-266M（MiG-25M）創造。

### 火箭飛機
有人駕駛火箭動力飛機達到的最高高度記錄是美國太空梭（STS），在執行哈勃太空望遠鏡維修任務時經常達到超過500（310英里）的高度。
有人駕駛飛機（從另一架飛機發射）達到的最高高度是112.010 km（367,490英尺），由布萊恩·賓尼於2004年10月4日在加利福尼亞州莫哈韋駕駛縮尺複合材料太空船一號（由縮尺複合材料SD-010發動機提供80,000牛頓（18,000磅力）推力）達到。太空船一號在超過13.3 km（44,000英尺）的高度發射。
之前的（非正式）記錄是107.960 km（354,200英尺），由約瑟夫·A·沃克於1963年8月22日在X-15飛行91任務中駕駛北美X-15創造。沃克在前一個月的X-15飛行90中首次達到106公里——穿越卡門線。
在X-15計劃期間，8名飛行員共進行了13次飛行，超過80（50英里）的高度，符合空軍太空飛行標準，使這些飛行員有資格成為太空人；在這13次飛行中，有兩次（由同一名民間飛行員執行）符合FAI對外太空的定義：100（62英里）。

#### 混合動力
混合動力飛機的正式記錄是由羅傑·卡彭蒂埃於1958年5月2日創造的，他駕駛西南三叉戟II混合動力（渦輪噴射和火箭發動機）飛機在法國伊斯特爾上空達到24.217 km（79,450英尺）。
自主起飛混合動力飛機的非正式高度記錄是36.8（120,800英尺），由羅伯特·W·史密斯少校於1963年12月6日駕駛洛克希德NF-104A混合動力（渦輪噴射和火箭發動機）飛機創造。

### 電動飛機
電動飛機達到的最高高度是29.524（96,863英尺），由NASA太陽神於2001年8月14日創造，這也是有翼飛機水平飛行的最高高度。這同時也是螺旋槳驅動飛機、FAI U級（實驗/新技術）和FAI U-1.d級（遙控無人機，重量500至2,500（1,100至5,500磅））的高度記錄。

## 旋翼機
1972年6月21日，法國的讓·布萊駕駛一架歐洲直升機SA 315B美洲駝直升機創造了12.440（40,814英尺）的絕對高度記錄。 在那個極端高度，發動機熄火，布萊不得不通過打破另一個記錄來降落直升機：歷史上最長的成功自轉降落。 在飛行前，直升機被拆除了所有不必要的設備以減輕重量，飛行員呼吸補充氧氣。

## 紙飛機
紙飛機達到的最高高度記錄此前由太空釋放紙飛機 (PARIS) 項目保持，該項目於2010年10月28日在西班牙馬德里以西約160（99英里）處從氦氣球上在27.307（89,590英尺）的高度釋放，由《The Register》的「特別項目局」記錄。該項目獲得了吉尼斯世界記錄認證。
這個記錄在2015年6月24日被英國劍橋郡凱斯格雷夫高中薩福克郡太空俱樂部打破，作為他們「平流層III」項目的一部分。紙飛機從35.043（114,970英尺）高度的氣球上發射。

## 大砲炮彈
目前大砲射彈飛行高度的世界記錄由HARP項目的410 mm（16英寸）太空炮原型保持，該炮於1966年11月18日在亞利桑那州尤馬將一枚180（400磅）重的Martlet 2射彈發射到180（590,000英尺；110英里）的記錄高度。射彈的軌跡使其超越了100 km（62 mi）的卡門線，使其成為第一枚大砲發射的射彈達到此高度。
巴黎大砲（德語：Paris-Geschütz）是第一次世界大戰期間德國用來轟炸巴黎的遠程攻城炮。它在1918年3月至8月期間服役。其106（234磅）重的炮彈射程約為130 km（80 mi），最大高度約為42.3（26.3英里）。

## 備註
1. ↑  1961年由馬爾科姆·羅斯和維克多·普拉瑟創下的國際航空聯合會絕對高度（#2325）氣球飛行記錄至今仍然有效，因為它要求氣球駕駛員與氣球一起下降。[4]
2. ↑  由於他無法斷開氧氣管與吊艙主供應的連接，地面人員不得不遠程將氣球從吊艙分離。他計劃的自由落體和降落傘跳躍被放棄，他乘坐吊艙返回地面。尼克未能完成他期望的自由落體記錄，但他壯觀的飛行創下了保持46年的其他記錄。由於手套的設計，他無法重新繫上安全座椅安全帶。他承受了非常高的重力，但在下降中倖存。皮安塔尼達的上升未被國際航空聯合會認可為氣球高度世界記錄，因為他沒有與氣球一起返回，儘管這不是他試圖完成的壯舉。在這次「平流層跳躍計劃」的第二次嘗試中，尼克·皮安塔尼達帶了250封蓋有郵戳的航空郵件信封和信件。當時，這些信件是美國郵政局通過太空投遞的第一批封面。將封面信件帶到太空的習慣在阿波羅計劃中延續；1972年發生了涉及阿波羅15號太空人的醜聞。不清楚是否有任何「平流層跳躍計劃」封面倖存，並最終郵寄給預定收件人。